# Valle de las Navas
Valle de las Navas est une commune d'Espagne dans la communauté autonome de Castille-et-León, province de Burgos. Elle s'étend sur 111,83 km2 et comptait environ 618 habitants en 2011.